# Benjamin Lees
Benjamin Lees (geboren: Benjamin George Lisnianskij) (Harbin, 8 januari 1924 – Glen Cove, 31 mei 2010) was een Amerikaans componist en muziekpedagoog van Russische afkomst.

## Levensloop
Lees emigreerde al kort naar zijn geboorte met zijn Russisch Joodse ouders in 1925 naar de Verenigde Staten en groeide op in San Francisco. Op 5-jarige leeftijd kreeg hij pianoles van de eveneens Russische pianoleraar Kiva I. Rodetsky. In 1939 verhuisde het hele gezin naar Los Angeles. Tijdens de Tweede Wereldoorlog diende hij in de United States Army. Na de oorlog begon met zijn studies in compositie, harmonie en muziektheorie aan de University of Southern California in Los Angeles bij onder anderen Halsey Stevens, Ernst Kanitz en Ingolf Dahl. Later studeerde hij privé bij de componist George Antheil (1949-1953). Met een studiebeurs van de Fromm Foundation en de Solomon R. Guggenheim Foundation kon hij vanaf 1953 gedurende zeven jaar in Frankrijk, Oostenrijk en Finland studeren.
In 1961 kwam hij terug in de Verenigde Staten en daar werd hij docent voor compositie aan het Peabody Institute of the Johns Hopkins University in Baltimore (1962–1964, 1966–1968). Tijdens zijn pedagogische carrière doceerde hij verder aan het Queens College in New York (1964–1966), de Manhattan School of Music (1972–1974) en de Juilliard School of Music (1976–1977) in New York.
Zijn composities werden bekroond met prijzen en onderscheidingen, zoals de Fromm Music Foundation Award voor zijn Sonate nr. 1 voor twee piano's en strijkkwartet (1953), de UNESCO Award voor zijn Strijkkwartet nr. 2 voor dat hij ook de Sir Arnold Bax Society Medal als eerste niet Britse componist ontving. Hij schreef vooral orkestmuziek (5 symfonieën, een aantal instrumentale concerten, andere orkestmuziek) en verwierp atonaliteit en het gebruik van specifieke Amerikanismen in zijn werken, maar favoriseerde traditionele compositiestructuren. Zijn muziek werd uitgevoerd door alle bekende Amerikaanse en sommige Europese orkesten (New York Philharmonic, Philadelphia Orchestra, Chicago Symphony Orchestra, het Cleveland Orchestra, Boston Symphony Orchestra, San Francisco Symphony Orchestra, Los Angeles Philharmonic, Cincinnati Symphony Orchestra, Detroit Symphony Orchestra, Pittsburg Symphony Orchestra, het Royal Philharmonic Orchestra, Londen en het Orchestre Philharmonique de Monte Carlo).

## Composities

### Werken voor orkest

#### Symfonieën
- 1953 Symfonie nr. 1 (teruggetrokken)[3]
- 1958 Symfonie nr. 2[4]
  1. Andante mesto - Vivo - Tempo primo
  2. Scherzo
  3. Adagio
- 1969 Symfonie nr. 3
- 1985 Symfonie nr. 4 "Memorial Candles", voor mezzosopraan, viool en orkest - tekst: Nelly Sachs - première: 10 oktober 1985, Dallas, McFarlin Auditorium
  1. Visitations (Slow, Unhurried): "Someone Blew the Shofar"
  2. Manifestations (Steady Tempo): "Footsteps"
  3. Transcendence (Calm, Unhurried): "But Who Emptied Your Shoes of Sand"
- 1986 Symfonie nr. 5 "Kalmar Nyckel" - genomineerd voor de Grammy Award in 2003

#### Concerten voor instrumenten en orkest
- 1955 Concert nr. 1, voor piano en orkest
- 1958 Concert, voor viool en orkest
- 1963 Concert, voor hobo en orkest
- 1964 Concert, voor hoorn en orkest
- 1964 Concert, voor strijkkwartet en orkest
- 1966 Concert nr. 2, voor piano en orkest
- 1974 Etudes, voor piano en orkest
- 1976 Concert, voor blaaskwintet en orkest
- 1976 Variaties, voor piano en orkest
- 1982 Dubbelconcert, voor piano, cello en orkest
- 1983 Concert, voor koperensemble en orkest
- 1999 Concert, voor slagwerk en orkest
- 2006 Concert nr. 3, voor piano en orkest

#### Andere werken voor orkest
- 1952 Profile, voor orkest
- 1953 Declamations, voor piano en strijkorkest
- 1957 Interlude, voor strijkorkest
- 1957 Divertimento-Burlesca, voor kamerorkest
- 1959 Concertante brève
- 1959 Concert, voor orkest
- 1959 Prologue, Capriccio, and Epilogue, voor orkest
- 1964 Spectrum, voor orkest
- 1966 Concert, voor kamerorkest
- 1967 Silhouettes, voor orkest
- 1972 The Trumpet of the Swan, voor spreker en orkest - tekst: E.B. White
- 1974 Etudes
- 1975 Passacaglia, voor orkest
- 1979 Scarlatti Portfolio
- 1980 Mobiles
- 1984 Portrait of Rodin
- 1993 Borealis, voor orkest
- 1996 Celebration, voor orkest
- 1997 Constellations, voor orkest
- 1998 Intermezzo, voor strijkorkest

### Werken voor harmonieorkest
- 1966 Fanfare for a Centennial, koperensemble (4 hoorns, 3 trompetten, 3 trombones, tuba), pauken en slagwerk (3 slagwerkers)
- 1975 Labyrinths, voor harmonieorkest

### Muziektheater

#### Opera's
| Voltooid in | titel            | aktes  | première                                                    | libretto                                                  |
| ----------- | ---------------- | ------ | ----------------------------------------------------------- | --------------------------------------------------------- |
| 1955        | The Oracle       | 1 akte |                                                             |                                                           |
| 1964        | The Gilded Cage  |        | 1964, New York                                              |                                                           |
| 1970        | Medea in Corinth | 1 akte | 10 januari 1971, Londen, Queen Elizabeth Hall, Purcell Room | van de componist naar een toneelstuk van Robinson Jeffers |

#### Balletten
| Voltooid in | titel               | aktes | première                                  | libretto | choreografie |
| ----------- | ------------------- | ----- | ----------------------------------------- | -------- | ------------ |
| 1979        | Scarlatti Portfolio |       | 13 maart 1979, San Francisco, Opera House |          |              |

### Vocale muziek

#### Cantates
- 1961 Visions of Poets, dramatische cantate voor sopran, tenor, gemengd koor en orkest - tekst: Walt Whitman

#### Werken voor koor
- 1997 The golden net, voor gemengd koor a capella - tekst: William Blake
- 2005 Vocalise for treble chorus
- The nervous family, voor driestemmig jeugdkoor en fagot - tekst: Edward Lear

#### Liederen
- 1952 Songs of the Night, voor sopraan en piano - tekst: Richard Nickson
- 1955 Four Songs of the Night, voor sopraan en 13 instrumenten - tekst: Richard Nickson
  1. O shade of evening
  2. A star fell in flames
  3. Fall to the night wind
  4. On eastern hills
- 1959 Three Songs, voor contra-alt en piano - tekst: Richard Nickson
- 1960 Cyprian Songs, voor bariton en piano - tekst: Richard Nickson
  1. From what green Island
  2. Wake! for the night of shadows
  3. Still is it as it was
  4. Over me like soft clouds
- 1977 Staves, voor sopraan en piano - tekst: Richard Nickson
- 1980 Paumanok, voor mezzosopraan en piano - tekst: Walt Whitman "Sea Drift"
- 1994 Echoes of Normandy, voor tenor, bandrecorder, orgel en orkest - tekst: Henry Wadsworth Longfellow, Richard Nickson, Louis Simpson
- 1998 The Golden Net, voor sopraan, alt, tenor en bas a capella

### Kamermuziek
- 1952 Sonate, voor hoorn en piano
- 1952 Strijkkwartet nr. 1
- 1953 Sonate nr. 1, voor viool en piano
- 1955 Strijkkwartet nr. 2
- 1955 Three variables, voor hobo, klarinet, hoorn, fagot en piano
- 1965 Invenzione, voor viool solo
- 1969 Two miniatures, voor blaaskwintet
- 1972 Sonate nr. 2, voor viool en piano
- 1973 Three duos, voor dwarsfluit en klarinet
- 1977 Dialogue, voor cello en piano
- 1978 Collage, voor strijkkwartet, blaaskwintet en slagwerk
- 1981 Sonate, voor cello en piano
- 1982 Strijkkwartet nr. 3
- 1983 Trio nr. 1, voor viool, cello en piano
- 1989 Strijkkwartet nr. 4
- 1991 Sonate nr. 3, voor viool en piano
- 1994 Contours, voor viool, cello, klarinet, hoorn en piano
- 1998 Trio nr. 2 "Silent Voices", voor viool, cello en piano
- 2001 Fugue, voor hoorn, 2 trompetten, trombone, bastrombone en tuba
- 2001 Strijkkwartet nr. 5
- 2003 Tapestry, voor dwarsfluit, klarinet, cello en piano
- 2005 Strijkkwartet nr. 6
- 2008 Trio nr. 3, voor viool, cello en piano

### Werken voor piano
- 1947 Toccata
- 1951 Sonate, voor twee piano's
- 1954 Fantasia
- 1956 Sonata Breve
- 1957 Six Ornamental Etudes
- 1958 Kaleidoscopes
- 1962 Three Preludes
- 1963 Piano Sonata nr. 4
- 1970 Odyssey
- 1983 Fantasy Variations
- 1986 Odyssey II
- 1992-2003 Mirrors
- 2003 Tableau, voor twee piano's